# Saint-Gervais, Gard
Saint-Gervais este o comună în departamentul Gard din sudul Franței. În 2009 avea o populație de 669 de locuitori.

## Evoluția populației
| An        | 1975 | 1982 | 1990 | 1999 | 2006 | 2009 |
| --------- | ---- | ---- | ---- | ---- | ---- | ---- |
| Populație | 502  | 549  | 600  | 664  | 677  | 669  |